# Jazowsko
Jazowsko is een plaats in het Poolse district Nowosądecki, woiwodschap Klein-Polen. De plaats maakt deel uit van de gemeente Łącko en telt 1512 inwoners.